# إنديجوجو
إنديجوجو هو موقع أمريكي للتمويل الجماعي تأسست في عام 2008 من قبل داناي رينجلمان، سلافا روبين، واريك شيل. مقرها الرئيسي في سان فرانسيسكو، كاليفورنيا. الموقع هو أحد المواقع الأولى التي تقدم نشاط التمويل الجماعي. يسمح إنديجوجو للأشخاص بطلب الأموال لفكرة أو مؤسسة خيرية أو بدء عمل تجاري. تفرض إنديجوجو رسومًا بنسبة 5٪ على المساهمات. هذه الرسوم بالإضافة إلى رسوم معالجة بطاقة الائتمان سترايب بنسبة 3 ٪ + 0.30 دولار لكل معاملة. يزور الموقع خمسة عشر مليون شخص كل شهر.
يعمل الموقع على نظام قائم على المكافآت، مما يعني أن المتبرعين أو المستثمرين أو العملاء الذين يرغبون في المساعدة في تمويل مشروع أو منتج يمكنهم التبرع وتلقي هدية، بدلاً من حصة في الشركة. بعد التغييرات في قواعد لجنة الأمن والبورصة في وقت سابق من عام 2016، دخلت إنديجوجو في شراكة مع مايكرو فينتشرز لتقديم حملات قائمة على الأسهم بدءًا من نوفمبر 2016، مما يسمح للمستثمرين غير المعتمدين بالمشاركة في حصص الأسهم.
في عام 2014، أطلقت إنديجوجو خدمة إنديجوجو لايف، وهي خدمة يمكن للناس استخدامها لجمع الأموال لحالات الطوارئ أو النفقات الطبية أو الاحتفالات أو غيرها من أحداث الحياة. لم تفرض إنديجوجو لايف رسومًا على المنصة. في عام 2015 تمت إعادة تسمية إنديجوجو لايف إلى Generosity.com. يستخدم المانحون بطاقات الائتمان فقط للتبرع، وتعالج بواسطة سترايب. لا تزال رسوم معالجة سترايب البالغة 3٪ بالإضافة إلى 30 سنتًا من كل تبرع سارية.
- التمويل الجماعي المدني
- مقارنة بين خدمات التمويل الجماعي
- أجهزة مفتوحة المصدر
- كيك ستارتر
- لعب الأعمال

## روابط خارجية
- الموقع الرسمي